# 1937 na arte

## Eventos
- Lançamento do livro Capitães da Areia, de Jorge Amado.
- Pablo Picasso pinta Guernica.
- Fundação do museu National Gallery of Art em Washington, DC.
- 13 de janeiro - Fundação do Museu Nacional de Belas Artes, no Rio de Janeiro.
- Carnaval - A ARES Vizinha Faladeira vence pela primeira e única vez o desfile das escolas de samba do Carnaval carioca.

## Nascimentos
| Data          | Nome              | Profissão                                                                                                   | Nacionalidade   | Observações | Ref |
| ------------- | ----------------- | --- | --------------- | ----------- | --- |
| 14 de janeiro | Álvaro Apocalypse | pintor, ilustrador, gravador, desenhista, diretor de teatro, cenógrafo, professor, museólogo e publicitário | Brasil          | m. 2003     |     |
| 26 de junho   | João Cutileiro    | escultor | Portugal        |             |     |
| 26 de julho   | Hélio Oiticica    | pintor, escultor, artista plástico e performático                                                           | Brasil          | m. 1980     |     |
| 1 de setembro | Allen Jones       | escultor | Reino Unido     |             |     |
| ??            | Max Forti         | escultor | Reino de Itália |             |     |
| ??            | Rafik Khachatryan | escultor | União Soviética | m. 1993     |     |
| ??            | Domingos Pinho    | pintor | Portugal        |             |     |
| ??            | Fernando Conduto  | artista plástico                                                                                            | Portugal        |             |     |

## Mortes
| Data           | Nome               | Profissão                                              | Nacionalidade                           | Observações | Ref |
| -------------- | ------------------ | ------------------------------------------------------ | --------------------------------------- | ----------- | --- |
| 27 de junho    | Bertha Worms       | professora e pintora                                   | França                                  | n. 1868     |     |
| outubro        | Antônio Parreiras  | pintor, desenhista e ilustrador                        | Brasil                                  | n. 1860     |     |
| 20 de novembro | Philip de László   | pintor                                                 | Império Austro-Húngaro (Hungria)        | n. 1869     |     |
| 13 de dezembro | Virgílio Maurício  | pintor, médico, jornalista, crítico de arte e escritor | Brasil                                  | n. 1892     |     |
| ?              | Francis Pelichek   | pintor, desenhista e professor                         | Império Austro-Húngaro (Checoslováquia) | n. 1896     |     |
| ?              | José Benlliure Gil | pintor e ilustrador                                    | Espanha                                 | n. 1855     |     |